# Persgöl (Vena socken, Småland)
Persgöl är en sjö i Hultsfreds kommun i Småland och ingår i Viråns huvudavrinningsområde.